# Podlesí (Sněžné)
Podlesí je vesnice, část městyse Sněžné v okrese Žďár nad Sázavou. Nachází se asi 2,5 km na sever od Sněžného. V roce 2009 zde bylo evidováno 92 adres. V roce 2001 zde trvale žilo 13 obyvatel.
Podlesí leží v katastrálním území Podlesí u Sněžného o rozloze 1,36 km2.

## Historie
Podlesí vzniklo až ve 2. polovině 18. století, jedná se tedy o nejmladší obec na Novoměstsku. První zmínky o obci pocházejí z počátku 70. let 18. století, kdy je zmiňována v matrikách krásenské farnosti. Další informace pocházejí z roku 1794, kdy zde byly vystavěny domky pro lesní dělníky, kteří pracovali pro blízké sklárny a železárny. Tehdy se ovšem nazývala Zwaldorf. V pozdějších letech se název ještě několikrát změnil (Kutiny, Walldorf, Walldorf-Milovy a Valdorf) až se v roce 1948 název ustálil na Podlesí. V letech 1850 – 1922 bylo Podlesí součástí obce Krásné, od roku 1962 spadá pod Sněžné. Součástí obce je také osada Zálesí.

## Název
Pro původní název obce existují dvě teorie. Podle první byl název odvozen od majitelky jimramovského panství Marie Antonie z Waldorfu (ta panství roku 1778 prodala Belcrediům). Pravděpodobnější se však jeví druhá teorie, která vychází z německého Walddorf (= lesní ves).

## Galerie

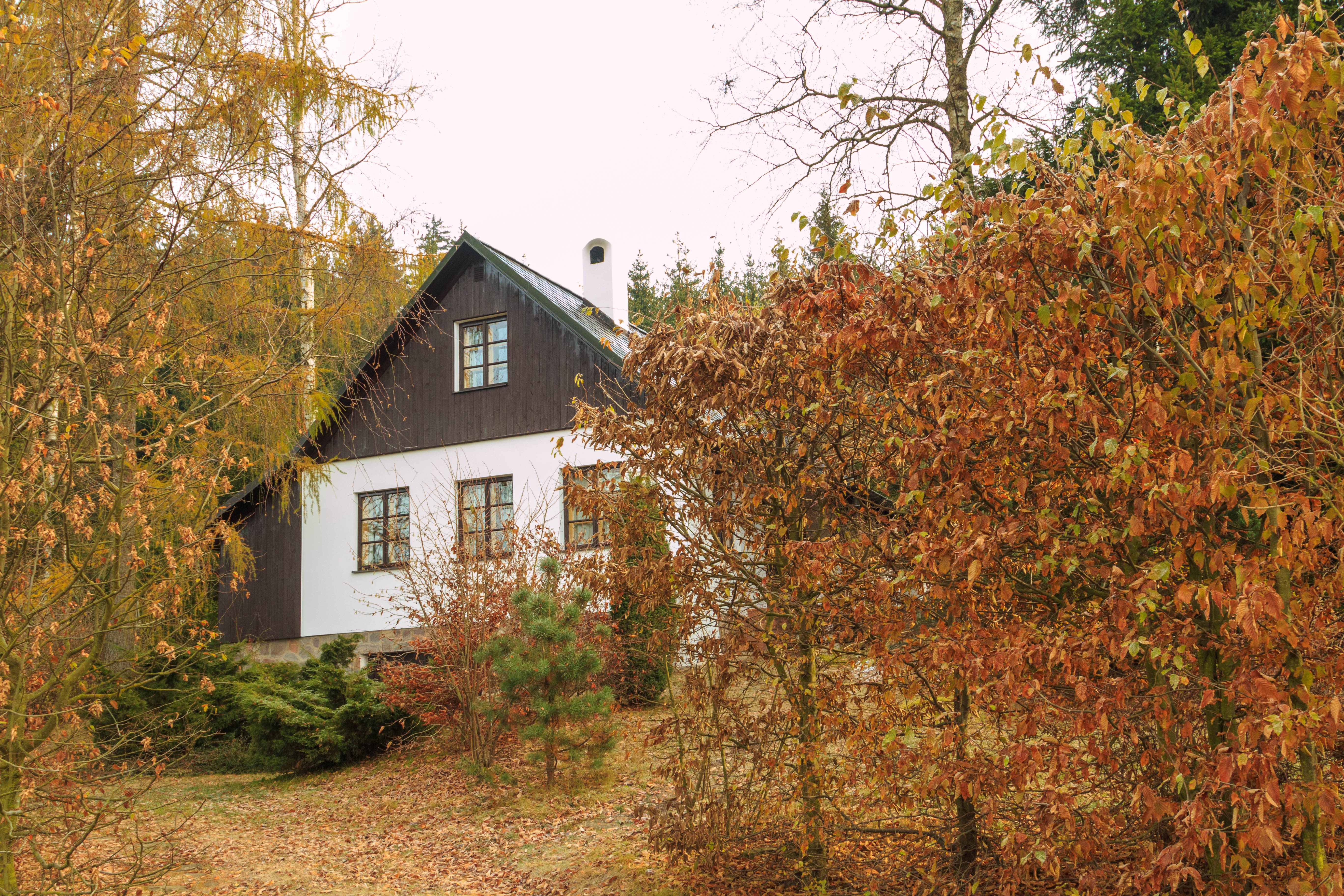
Podlesí u Sněžného - chata v lese
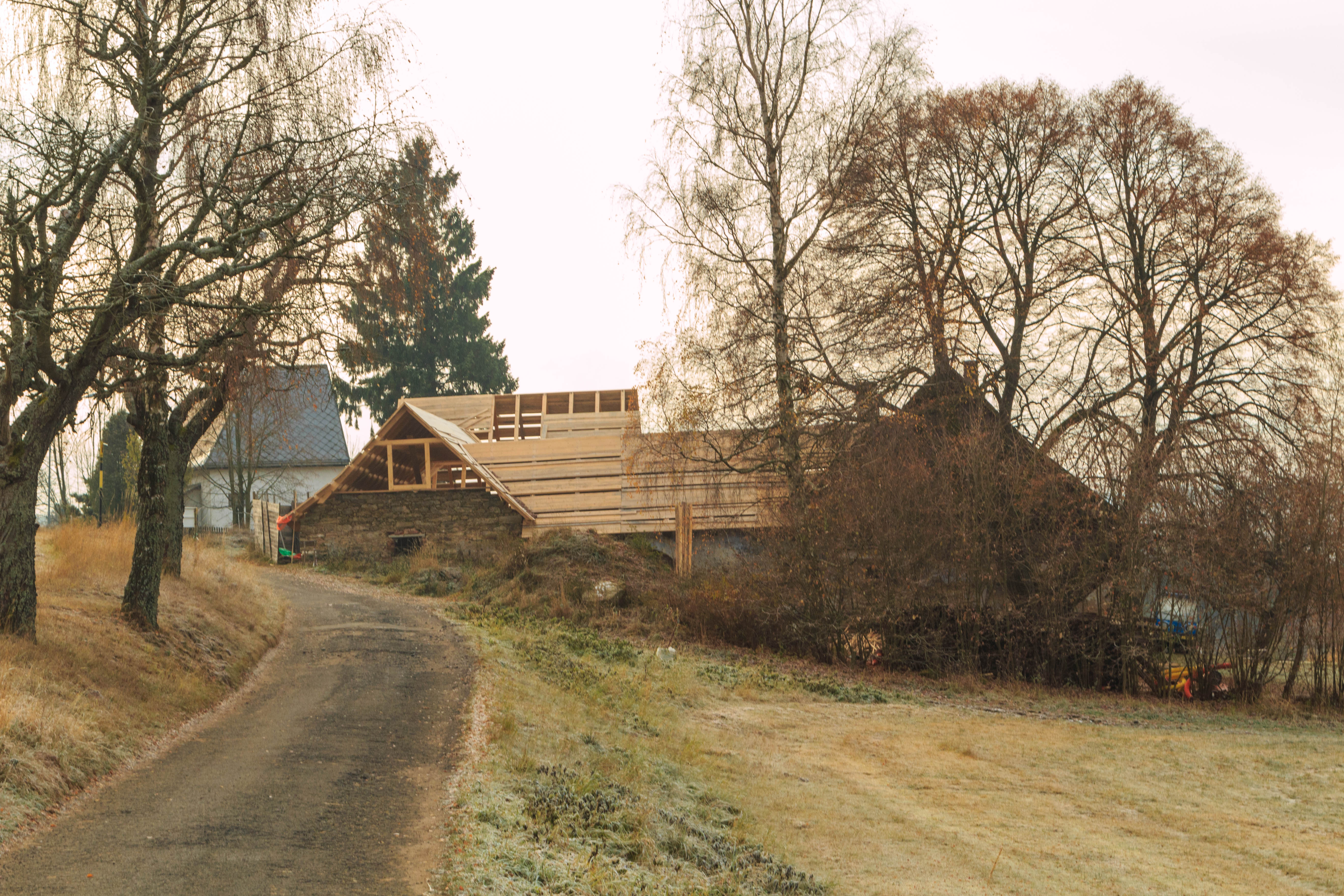
Podlesí u Sněžného - čp. 4
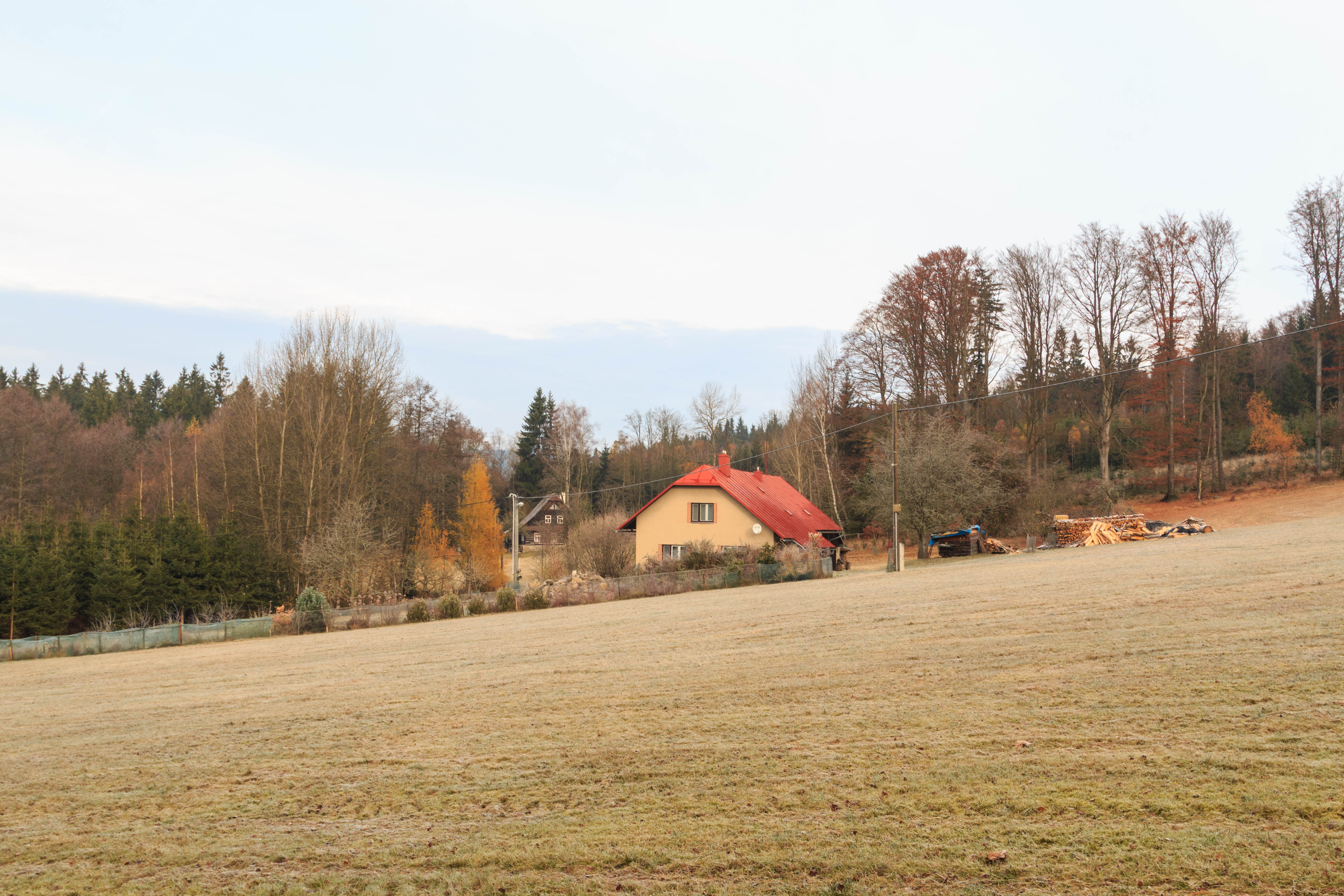
Podlesí u Sněžného - čp. 10
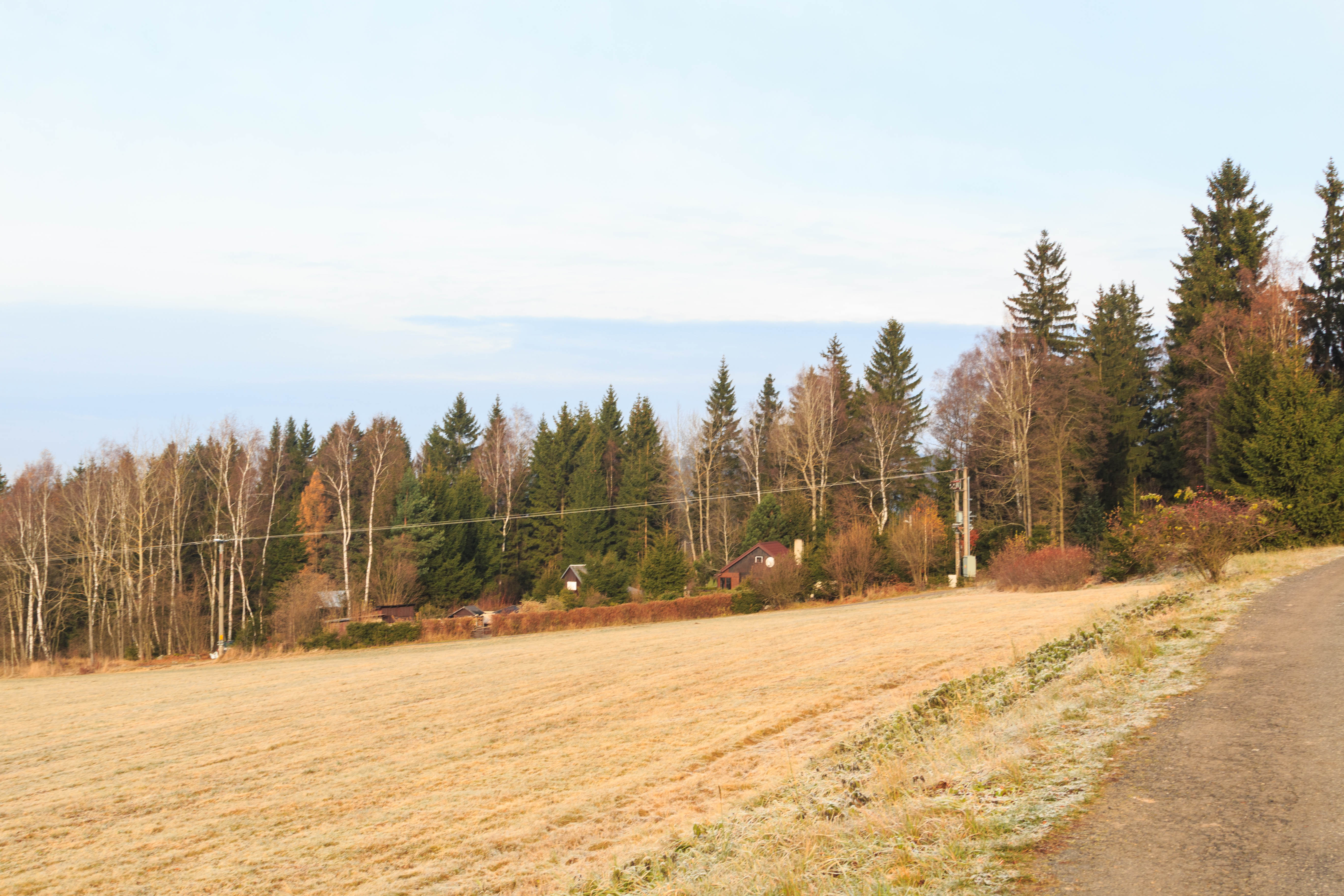
Podlesí u Sněžného - rekreační chaty